# 野村優花
野村 優花（のむら ゆうか、1993年6月25日 - ）は、日本の女性ファッションモデル、タレント。奈良県出身。元カリスマ店員。

## 経歴
心斎橋OPA店のアパレル「BACKS」でショップ店員を勤め、売上No.1店員となった。2013年3月いっぱいで店を辞めた後、東京に拠点を移し、モデル業、バラエティ番組の出演などで活躍中。

## 出演作品

### テレビ
- サンデージャポン